# حمزة الرحماني
حمزة الرحماني مصارع تونسي من مواليد 30 نوفمبر 2001. تحصل في 10 جويلية 2023 على الميدالية البرونزية في دورة الألعاب العربية 2023.

## مواضيع ذات صلة
- دورة الألعاب العربية 2023